# Hiplife
L'hiplife è un genere musicale di fusione originario del Ghana, che fonde elementi highlife e hip hop. È un genere molto popolare specialmente zona di Accra e presso le comunità di immigrati originari dell'Africa occidentale presenti in paesi come Stati Uniti, Regno Unito, Paesi Bassi e Germania.
Le origini dello hiplife si possono ricondurre agli anni 1980 ed all'opera di artisti come K. K. Kabobo e Gyedu Blay Ambolley, che si ispiravano all'hip hop, al reggae, ed all'highlife, ed a gruppi occidentali come i Ramblers.
Fra i primi esponenti dell'hiplife propriamente detto si può citare il rapper Reggie Rockstone (primi anni 1990), sebbene lo stesso Rockstone abbia in più occasioni affermato di rifiutare l'etichetta di "musicista hiplife". Altri esponenti di spicco del genere sono Lord Kenya, Da Multy Crew, The Native Funk Lords, Tic Tac ed i Vision in Progress (VIP). Fin dalla nascita di questo genere, Londra ed i suoi club dedicati alla musica africana ne hanno fortemente aiutato la crescita.